# Acinopterus acuminatus
Acinopterus acuminatus är en insektsart som beskrevs av Van Duzee 1892. Acinopterus acuminatus ingår i släktet Acinopterus och familjen dvärgstritar. Inga underarter finns listade i Catalogue of Life.